# Wereldkampioenschap superbike van Laguna Seca 1996
Het wereldkampioenschap superbike van Laguna Seca 1996 was de zesde ronde van het wereldkampioenschap superbike 1996. De races werden verreden op 21 juli 1996 op Laguna Seca nabij Monterey, Californië, Verenigde Staten.

## Race 1
| Pos | Nr  | Rijder               | Constructeur | Rondes | Tijd        | Grid | Punten |
| --- | --- | -------------------- | ------------ | ------ | ----------- | ---- | ------ |
| 1   | 11  | John Kocinski        | Ducati       | 28     | 41:03.153   | 1    | 25     |
| 2   | 2   | Troy Corser          | Ducati       | 28     | +0.117      | 2    | 20     |
| 3   | 9   | Neil Hodgson         | Ducati       | 28     | +6.360      | 4    | 16     |
| 4   | 45  | Colin Edwards        | Yamaha       | 28     | +11.326     | 5    | 13     |
| 5   | 3   | Aaron Slight         | Honda        | 28     | +15.682     | 6    | 11     |
| 6   | 67  | Mike Hale            | Ducati       | 28     | +17.840     | 9    | 10     |
| 7   | 6   | Simon Crafar         | Kawasaki     | 28     | +25.637     | 8    | 9      |
| 8   | 1   | Carl Fogarty         | Honda        | 28     | +26.053     | 11   | 8      |
| 9   | 5   | Wataru Yoshikawa     | Yamaha       | 28     | +26.624     | 12   | 7      |
| 10  | 36  | Kirk McCarthy        | Suzuki       | 28     | +32.687     | 15   | 6      |
| 11  | 16  | Paolo Casoli         | Ducati       | 28     | +36.142     | 18   | 5      |
| 12  | 72  | Larry Pegram         | Ducati       | 28     | +1:06.469   | 19   | 4      |
| 13  | 8   | Piergiorgio Bontempi | Kawasaki     | 28     | +1:06.679   | 20   | 3      |
| 14  | 38  | Ioannis Boustas      | Ducati       | 28     | +1:18.120   | 22   | 2      |
| 15  | 68  | Michael Smith        | Kawasaki     | 28     | +1:25.444   | 16   | 1      |
| 16  | 124 | Mark Miller          | Suzuki       | 27     | +1 ronde    | 25   |        |
| DNF | 139 | Alessandro Gramigni  | Ducati       | 23     | Uitgevallen | 17   |        |
| DNF | 4   | Anthony Gobert       | Kawasaki     | 14     | Uitgevallen | 3    |        |
| DNF | 10  | John Reynolds        | Suzuki       | 12     | Uitgevallen | 13   |        |
| DNF | 7   | Pierfrancesco Chili  | Ducati       | 12     | Uitgevallen | 14   |        |
| DNF | 110 | Doug Chandler        | Kawasaki     | 11     | Uitgevallen | 7    |        |
| DNF | 116 | James Randolph       | Ducati       | 10     | Uitgevallen | 23   |        |
| DNF | 18  | Igor Jerman          | Kawasaki     | 9      | Uitgevallen | 24   |        |
| DNF | 111 | Miguel Duhamel       | Honda        | 8      | Uitgevallen | 10   |        |
| DNF | 34  | Michael Barnes       | Ducati       | 4      | Uitgevallen | 21   |        |

## Race 2
| Pos | Nr  | Rijder               | Constructeur | Rondes | Tijd         | Grid | Punten |
| --- | --- | -------------------- | ------------ | ------ | ------------ | ---- | ------ |
| 1   | 4   | Anthony Gobert       | Kawasaki     | 28     | 40:59.224    | 3    | 25     |
| 2   | 2   | Troy Corser          | Ducati       | 28     | +4.891       | 2    | 20     |
| 3   | 3   | Aaron Slight         | Honda        | 28     | +11.743      | 6    | 16     |
| 4   | 1   | Carl Fogarty         | Honda        | 28     | +13.344      | 11   | 13     |
| 5   | 6   | Simon Crafar         | Kawasaki     | 28     | +14.381      | 8    | 11     |
| 6   | 110 | Doug Chandler        | Kawasaki     | 28     | +18.070      | 7    | 10     |
| 7   | 7   | Pierfrancesco Chili  | Ducati       | 28     | +20.159      | 14   | 9      |
| 8   | 5   | Wataru Yoshikawa     | Yamaha       | 28     | +21.279      | 12   | 8      |
| 9   | 9   | Neil Hodgson         | Ducati       | 28     | +24.296      | 4    | 7      |
| 10  | 67  | Mike Hale            | Ducati       | 28     | +25.231      | 9    | 6      |
| 11  | 16  | Paolo Casoli         | Ducati       | 28     | +41.752      | 18   | 5      |
| 12  | 11  | John Kocinski        | Ducati       | 28     | +42.914      | 1    | 4      |
| 13  | 36  | Kirk McCarthy        | Suzuki       | 28     | +45.077      | 15   | 3      |
| 14  | 72  | Larry Pegram         | Ducati       | 28     | +55.518      | 19   | 2      |
| 15  | 68  | Michael Smith        | Kawasaki     | 28     | +57.428      | 16   | 1      |
| 16  | 8   | Piergiorgio Bontempi | Kawasaki     | 28     | +57.552      | 20   |        |
| 17  | 18  | Igor Jerman          | Kawasaki     | 27     | +1 ronde     | 24   |        |
| 18  | 124 | Mark Miller          | Suzuki       | 27     | +1 ronde     | 25   |        |
| DNF | 38  | Ioannis Boustas      | Ducati       | 11     | Uitgevallen  | 22   |        |
| DNF | 111 | Miguel Duhamel       | Honda        | 7      | Uitgevallen  | 10   |        |
| DNF | 139 | Alessandro Gramigni  | Ducati       | 3      | Uitgevallen  | 17   |        |
| DNF | 45  | Colin Edwards        | Yamaha       | 1      | Uitgevallen  | 5    |        |
| DNS | 10  | John Reynolds        | Suzuki       | 0      | Niet gestart | 13   |        |
| DNS | 34  | Michael Barnes       | Ducati       | 0      | Niet gestart | 21   |        |
| DNS | 116 | James Randolph       | Ducati       | 0      | Niet gestart | 23   |        |

## Tussenstanden na wedstrijd
| Pos | Nr | Rijder        | Team   | Punten |
| --- | -- | ------------- | ------ | ------ |
| 1   | 2  | Troy Corser   | Ducati | 204    |
| 2   | 3  | Aaron Slight  | Honda  | 200    |
| 3   | 1  | Carl Fogarty  | Honda  | 170    |
| 4   | 11 | John Kocinski | Ducati | 157    |
| 5   | 45 | Colin Edwards | Yamaha | 123    |

1995 · 1996 · 1997 · 1998 · 1999 · 2000 · 2001 · 2002 · 2003 · 2004 · 2013 · 2014 · 2015 · 2016 · 2017 · 2018 · 2019